# Elezioni generali in Bolivia del 1980
Le elezioni generali in Bolivia del 1980 si tennero il 29 giugno per l'elezione del Presidente e il rinnovo dell'Assemblea legislativa plurinazionale (Camera dei deputati e Senato).
Poiché nessun candidato alla carica di Presidente aveva ottenuto la maggioranza assoluta dei voti, l'Assemblea procedette al ballottaggio tra Hernán Siles Zuazo e Hugo Banzer: fu così eletto Zuazo, che ottenne 113 voti contro i 29 di Banzer.
Zuazo, tuttavia, non si sarebbe insediato a causa del colpo di Stato ordito il 17 luglio 1980 dal generale Luis García Meza Tejada, cugino della Presidente uscente Lidia Gueiler Tejada.

## Risultati
| Liste | Candidati                  | Voti      | %     | Seggi  | Seggi  |
| Liste | Candidati                  | Voti      | %     | Camera | Senato |
| --- | -------------------------- | --------- | ----- | ------ | ------ |
| Unità Democratica e Popolare - Movimento Nazionalista Rivoluzionario di Sinistra - Movimento della Sinistra Rivoluzionaria - Partito Comunista di Bolivia - Partito Socialista - Movimento Popolare di Liberazione Nazionale - Avanguardia Operaia | Hernán Siles Zuazo         | 507.173   | 38,74 | 47     | 10     |
| Movimento Nazionalista Rivoluzionario | Víctor Paz Estenssoro      | 263.706   | 20,15 | 34     | 10     |
| Azione Democratica Nazionalista | Hugo Banzer Suárez         | 220.309   | 16,83 | 24     | 6      |
| Partito Socialista-1 | Marcelo Quiroga Santa Cruz | 113.959   | 8,71  | 10     | 1      |
| Fronte Rivoluzionario Democratico - Partito Democratico Cristiano della Bolivia | Luis Adolfo Siles Salinas  | 39.401    | 3,01  | 5      | -      |
| Partito Rivoluzionario Autentico | Wálter Guevara Arze        | 36.443    | 2,78  | 3      | -      |
| MNRU-MIN | Guillermo Bedregal         | 24.542    | 1,87  | 2      | -      |
| Falange Socialista Boliviana | Carlos Valverde            | 21.372    | 1,63  | 3      | -      |
| Alleanza delle Forze della Sinistra Nazionale | Roberto Jordan Pando       | 17.150    | 1,31  | -      | -      |
| Movimento Indiano Túpac Catari | Constantino Lima           | 17.023    | 1,30  | 1      | -      |
| Partito dell'Unione Boliviana | Walter Gonzales Valda      | 16.380    | 1,25  | -      |        |
| Movimento Indiano Túpac Catari | Luciano Tapia Quisbert     | 15.852    | 1,21  | 1      | -      |
| Partito Rivoluzionario della Sinistra Nazionalista | Juan Lechín Oquendo        | 15.724    | 1,20  | -      | -      |
| Totale | Totale                     | 1.309.034 |       | 130    | 27     |